# SIREN'S MELODY
「SIREN'S MELODY」（セイレーンズ・メロディ）は1995年5月10日にリリースされた浅倉大介のシングル。発売元はファンハウス。

## 概要
3rdアルバム『ELECTROMANCER』のリードシングル3作の1作目。
累計売上は9.8万枚を記録した。
これまでの浅倉の作品は、インストやゲストボーカルを起用した楽曲であったが、今作では初めて浅倉自身がボーカルを担当している。
「浅倉大介」単独名義では本作が唯一のCDシングルとなっている。
3rdアルバム『ELECTROMANCER』にはタイトル曲、カップリング曲ともにL.A. MIXとしてアルバムバージョンが収録されているほか、タイトル曲のリミックス版がクラブミックスアルバム『Sequence Virus 2003』に収録されている。

## 収録曲
1. SIREN'S MELODY
  - 作詞：麻倉真琴　作曲/編曲：浅倉大介
  - 初めて浅倉がメインボーカルを務めた[2]。
  - 浅倉は歌詞のアイディアとして、「ギリシア神話に出てくるセイレーンによる歌によって、船乗りの人たちが海の中に引きずり込まれてしまう。でも、セイレーンの歌は誰も聴いたことがないし、それが実際にあったらどうなるか」をイメージした[2]。
  - 浅倉は自身の歌い方として「改めて歌手として歌う」というよりは、「いつも自分で楽曲のアレンジをする様に、自分の声も楽器の一部として楽曲の中に入れられる」ことを目指した。そのために、エコーのかけ方・声の処理・響き方等、声の加工の仕方を考えて作り、「言葉として表に出しても、日本語なんだけど日本語に聴こえない」感じを出すために、麻倉に「浅倉に合う言葉」を多数のキーワードの中から選ばせていった[2]。
  - ギターは葛城哲哉が担当している[2]。
  - コーラスは石井妥師が担当している[2]。
  - PVは撮影用スタジオの中で巨大なセットが組まれ、本物の樹・土が持ち込まれ、池も実際に作られた。撮影中に配置を3回変えた。美術スタッフからは「今までやった中で、一番大変だった」と言われた。実際の撮影はフィルムで撮影された。「スローな感じにしたい」という浅倉の要望で、1度2倍速で撮った後に、フィルムを元に戻すことでゆっくりとした動きを出した[3]。
2. KARMA FOREST
  - 作曲/編曲：浅倉大介
  - 制作上のテーマは「ダンス・ミュージックではあるけど、レイブでもないし、アシッド・ハウスでもない。今やダンス・ミュージックはジャンルが付けられない位に多岐に渡っているから、こういうダンス・ミュージックがあってもいいのではないか」としている[4]。
  - 楽曲のイメージは「世紀末に近い今、黒魔術みたいなお祭りが自然の中で行われている」風景を想像した[4]。
3. SIREN'S MELODY (Instrumental Mix)